# 404년

## 연호
- 동진(東晉) 원흥(元興) 3년
- 고구려(高句麗) 영락(永樂) 14년
- 후연(後燕) 광시(光始) 4년
- 후진(後秦) 홍시(弘始) 6년
- 북위(北魏) 천흥(天興) 7년 / 천사(天賜) 원년
- 남량(南凉) 홍창(弘昌) 3년
- 북량(北凉) 영안(永安) 4년
- 남연(南燕) 건평(建平) 5년
- 서량(西凉) 경자(庚子) 5년

## 기년
- 동진(東晉) 안제(安帝) 8년
- 북위(北魏) 도무제(道武帝) 19년
- 신라(新羅) 실성 마립간(實聖麻立干) 3년
- 고구려(高句麗) 광개토왕(廣開土王) 14년
- 백제(百濟) 아신왕(阿莘王) 13년

## 사망
환현(桓玄)